# Nu-Mixx Klazzics Vol. 2
Nu Mixx Klazzics Vol. 2 - Evolution: Duets & Remixes es un álbum póstumo de remezclas del rapero 2Pac, lanzado en 2007. Es la continuación del álbum del álbum Nu-Mixx Klazzics, lanzado previamente el 7 de octubre de 2003. Su título original fue Evolution: Duets & Remixes.
El álbum contiene principalmente remezclas de canciones de sus dos álbumes más vendidos, All Eyez on Me y The Don Killuminati: The 7 Day Theory. El productor y rapero Daz Dillinger, Sha Money XL, y Street Radio formaron parte del equipo de producción. El álbum debutó en el puesto #45 en la lista Billboard 200 con cerca de 15 000 copias vendidas en su primera semana.

## Lista de canciones
| #  | Título                                       | Colaborador(es)                  | Productor(es)                               | Duración |
| -- | -------------------------------------------- | -------------------------------- | ------------------------------------------- | -------- |
| 1  | "Picture Me Rollin"                          | Kurupt, Butch Cassidy            | Street Radio, Bob Perry, Arnold Mischkulnig | 3:39     |
| 2  | "Keep Goin' [Nu-Mixx]"                       | Hussein Fatal                    | Street Radio                                | 3:16     |
| 3  | "What'z Ya Phone # [Nu Mixx]"                | Candy Hill                       | Illmind                                     | 3:51     |
| 4  | "Staring Through My Rear View"               | Dwele                            | Street Radio, Bob Perry, Arnold Mischkulnig | 4:15     |
| 5  | "Hail Mary (Rock Remix)"                     | The Outlawz                      | Ill Will Fulton                             | 4:20     |
| 6  | "Got My Mind Made Up [Nu-Mixx]"              | The Outlawz, Kurupt              | Street Radio, Bob Perry, Arnold Mischkulnig | 5:12     |
| 7  | "Pain [Nu Mixx]"                             | Styles P, Butch Cassidy          | Black Jeruz                                 | 4:53     |
| 8  | "Lost Souls [Nu-Mixx]"                       | The Outlawz                      | Street Radio, Bob Perry, Arnold Mischkulnig | 4:37     |
| 9  | "Wanted Dead or Alive"                       | Snoop Dogg                       | Jiggolo                                     | 3:03     |
| 10 | "Initiated [Nu-Mixx]"                        | Boot Camp Clik                   | Jake One                                    | 3:46     |
| 11 | "How Do U Want It [Nu Mixx]"                 |                                  | BIGG E.D.I.                                 | 4:08     |
| 12 | "Picture Me Rollin'"                         | The Outlawz                      | Claudio Cueni                               | 5:10     |
| 13 | "Lost Souls'" (Best Buy Bonus Track)         | Daz Dillinger & M-1 de dead prez | Street Radio, Bob Perry, Arnold Mischkulnig | 4:57     |
| 14 | "Initiated [Nu Mixx] (Best Buy Bonus Track)" | Boot Camp Clik                   | Jake One, Street Radio                      | 4:33     |

## Posiciones en lista
| Lista (2007)                     | Posición máxima |
| -------------------------------- | --------------- |
| Billboard 200                    | 5               |
| Billboard Top R&B/Hip Hop Albums | 8               |
| Billboard Top Independent Albums | 2               |